# 市場准入
在国际贸易中，市场准入是指一个公司被允許销售其货物和服务至另一个国家。市场准入不等同于自由貿易，因为市场准入通常有条件要求（如关税或配额），而在理想的自由贸易条件下，货物和服务可以在没有任何貿易壁壘的情况下跨国界流通。因此，扩大市场准入往往是贸易谈判中比实现自由贸易更容易实现的目标。